# Triquetrella paradoxa
Triquetrella paradoxa là một loài Rêu trong họ Pottiaceae. Loài này được (I.G. Stone & G.A.M. Scott) Hedd. & R.H. Zander mô tả khoa học đầu tiên năm 2007.